# Krystian Łuczak
Krystian Walery Łuczak (Inowrocław; 20 de Novembro de 1949 — ) é um político da Polónia. Ele foi eleito para a Sejm em 25 de Setembro de 2005 com 5824 votos em 5 no distrito de Toruń, candidato pelas listas do partido Sojusz Lewicy Demokratycznej.
Ele também foi membro da Sejm 2001-2005.